# Thesium acutissimum
Thesium acutissimum är en sandelträdsväxtart som beskrevs av A. Dc.. Thesium acutissimum ingår i släktet spindelörter, och familjen sandelträdsväxter. Inga underarter finns listade i Catalogue of Life.